# 극장판 포켓몬스터 베스트위시: 큐레무 VS 성검사 케르디오
《극장판 포켓몬스터 베스트위시 큐레무 VS 성검사 케르디오》(일본어: 劇場版ポケットモンスター ベストウイッシュ キュレムVS聖剣士 ケルディオ)는 2012년에 개봉했던 TV 애니메이션 포켓몬스터의 극장판 제 15번째 작품이다. 대한민국에서는 6번째로 개봉하는 포켓몬 영화이다.

## 개요
공식 사이트에서는 15주년 기념 초대작품이라고 소개되고 있다. 동시 상영 작품은 메로엣타의 반짝반짝 리사이틀이다.
메로엣타의 반짝반짝 리사이틀은 한국에서 메로엣타의 반짝반짝 음악회로 상영된다.

## 등장 인물 캐스팅
- 지우
- 아이리스
- 덴트
- 코바르온
- 테라키온
- 비리디온
- 케르디오
- 큐레무
- 메로엣타

## 같이 보기
- 포켓몬스터
- 포켓몬스터 베스트위시